# Nature Reviews Genetics
Nature Reviews Genetics — научный журнал, издаваемый Nature Publishing Group с 2000 года, посвящённый генетике.
В 2012 году журнал обладал импакт-фактором 41,063, что является наибольшим значением среди обзорных журналов в области генетики и наследственности.

## О журнале
Журнал публикует обзорные статьи, посвящённые генетике. Основные направления исследований, представленные в журнале, включают в себя:
- Геномика
- Функциональная геномика
- Эволюционная генетика
- Технологии: терапия, прикладные генетика и геномика, вычислительная биология
- Экспрессия генов
- Многофакторная генетика
- Болезни: идентификация генов болезней, соотношение между генотипом и фенотипом, молекулярные патологии генетических заболеваний, сложные болезни
- Биология хромосом
- Эпигенетика
- Биология развития
- Системы и сети
- Этические, правовые и социальные последствия генетики и геномики